# Tom Varner
Thomas Varner (Morristown, 17 juni 1957) is een Amerikaanse jazzhoornist, arrangeur en componist van de avant-gardejazz.

## Biografie
Tom Varner leerde op 10-jarige leeftijd piano en begon tijdens zijn schooltijd hoorn te spelen, toen hij de jazz en in het bijzonder Julius Watkins als zijn voorbeeld ontdekte. Hij voltooide in 1979 zijn muziekstudie aan het New England Conservatory of Music, waar hij had gestudeerd bij onder andere Ran Blake, George Russell en Jaki Byard. In 2005 verwierf hij de master aan het City College van New York. In Boston had hij in 1978 een kwartet, waartoe ook Ed Jackson behoorde, en speelde hij nummers van Thelonious Monk, Ornette Coleman en eigen composities.
Varner verhuisde in 1979 naar New York en werkte daarna tijdens de jaren 1980 en 1990 met talrijke muzikanten van het daar aanwezige jazzcircuit, zoals Dave Liebman, John Zorn, Bobby Watson, Miles Davis/Quincy Jones, Bobby Previte, Jim McNeely, McCoy Tyner, Steve Lacy, George Gruntz en La Monte Young en hij werkte mee aan meer dan 70 albums. Hij nam sinds begin jaren 1980 ook een reeks albums op onder zijn eigen naam, waaraan muzikanten meewerkten als Steve Wilson, Tony Malaby, Ed Jackson, Ellery Eskelin, Tom Rainey, Cameron Brown, Drew Gress, Matt Wilson, Kenny Barron, Victor Lewis, Fred Hopkins en Billy Hart. Met Rich Rothenberg en Jim Hartog (van het 29th Street Saxophone Quartet) vormde hij de formatie East Down Septet en nam hij in 1994 het album Out of Gridlock op, waarin hij voorbeelden als Bob Brookmeyer en Julius Watkins zijn respect betoonde. In zijn composities verwerkt Varner invloeden van onder andere Charles Mingus, maar ook zulke van de Europese avant-garde-componisten Alban Berg en Anton Webern. Tom Varner woont sinds 2005 in Seattle.

## Onderscheidingen
Varner werd in de criticuspoll van DownBeat jaarlijks vermeld onder de eerste tien muzikanten van zijn instrument. Bovendien kreeg hij talrijke onderscheidingen, waaronder van de National Endowment for the Arts. Zijn albums The Mystery of Compassion, Martian Heartache, The Window Up Above en Second Communion werden door Richard Cook en Brian Morton onderscheiden met het hoogste cijfer van vier sterren.

## Discografie
- 1981: Tom Varner Quartet (Soul Note)
- 1983: Motion/Stillness (Soul Note)
- 1985/1997: Jazz French Horn (Soul Note)
- 1987: Covert Action (New Note)
- 1991: Long Night Big Day (New World)
- 1993: The Mystery of Compassion (Soul Note)
- 1997: Martian Heartache (Soul Note)
- 1998: The Window Up Above (New World)
- 1998: The Swiss Duos (Unit)
- 1999: Swimming (OmniTone)
- 2001: Second Communion (OmniTone)
- 2015: Nine Surprises (Tom Varner Music)